# إلا أنا (ألبوم)
إلا أنا هو ألبوم غنائي للمطربة المصرية أنغام، تم إنتاج وتوزيع الألبوم عام 1993، ومن إنتاج شركة روكي للإنتاج الفني.

## الأغاني
- مين قال لحبيبي
- شنطه سفر
- الا انا
- بكره تشوف
- حسك في الدنيا
- علي باب المطار
- لازلت ابحث عن سبب
- تليفونك كام